# 眼帶長鼻鰨
眼帶長鼻鰨為輻鰭魚綱鰈形目鰨亞目鰨科的其中一種，分布於西太平洋澳洲海域，棲息深度28-49公尺，體長可達12.5公分，棲息在底層水域，生活習性不明。

## 扩展阅读
維基物種上的相關：眼帶長鼻鰨